# Multiusos Fontes do Sar
El Pavillón Multiusos Fontes do Sar és un pavelló cobert multiúsos situat a Santiago de Compostel·la amb una capacitat per 6.050 espectadors (8.000 pels concerts). Fou construït l'any 1998 i és propietat del Concello de Santiago, essent situat a la Rúa Diego Bernal S/N.
El Multiusos Fontes do Sar compta amb 10.000 m2 de superfície, un ampli gimnàs públic, diferents piscines a l'aire lliure i unes 700 places d'aparcament exterior.
És la seu pels seus partits com a local de l'equip de futbol sala Santiago Futsal, de l'equip de tennis taula Arteal i de l'equip de bàsquet Obradoiro Clube de Amigos do Baloncesto.